# Ратов, Владимир Арсентьевич
Владимир Арсентьевич Ратов (1896, Тверь — 19 ноября 1964, Москва) — русский и советский футболист. Выступал за команды МКС, «Сокольнический кружок лыжников» и в главной армейской команде страны: ОЛЛС, ОППВ и ЦДКА.

## Биография
В 1913 году впервые была создана сборная Твери. В состав вошли хавбеки – братья Ратовы: Владимир и Михаил. 8 сентября была обыграна московская команда «Сокольнического клуба лыжников» (СКЛ) (3:1).
А а 1914 года в команду СКЛ были приглашены братья Владимир и Михаил Ратовы, которые затем неоднократно выступали в составе сборной Москвы по футболу и хоккею с мячом.
Из воспитанников тверского футбола Владимир Ратов добился самых больших успехов. В составе СКЛ в 1917 году он стал чемпионом Москвы. Второй раз этот титул он завоевал в 1922 году уже в составе команды ОЛЛС.
В 1923 году Владимир Ратов стал капитаном команды и сборной РСФСР в турне по Скандинавии и Германии.
16 декабря 1923 выступил в составе ОППВ (первой армейской хоккейной команды) в дебюте армейского хоккея на катке Чистых прудов в календарной игре на первенство Москвы против команды «Динамо».
В 1924 и 1926 годах он защищал цвета сборной СССР, проведя в её составе восемь матчей. Причем в 1926 году был капитаном сборной Советского Союза.
17 июля 1927 года ОППВ в Москве футболисты ОППВ провела свой первый международный матч против сборной команды рабочих клубов Австрии (2:1), в которой принял участие Ратов.
Владимир Ратов до 1931 года играл за ЦДКА, причем и в нём до 1929 года был капитаном команды. Играя в центре поля, он был футболистом широкого диапазона действий и отличным диспетчером командной игры.
После окончания футбольной карьеры 25 лет работал на столичном заводе «Серп и молот».
Ушел из жизни в ноябре 1964 года.

## Память
Был на заводе СИМ спортивным мэтром.
Одним из лидеров футбола до войны.
И биография его сталелитейным спектром
Вошла в историю завода и страны.
Георгий Луначарский, Президент Федерации футбола инвалидов России, внук Анатолия Луначарского

## Достижения
Чемпионат РСФСР по футболу
- Вице–чемпион: 1924

Московская футбольная лига / Кубок КФС-Коломяги
- Чемпион (2): 1917, 1922
- Вице-чемпион: 1916
- Бронзовый призёр: 1915

Список 33 лучших футболистов сезона в СССР
- Правый полузащитник: 1923 (№2)[a]

## Личная жизнь
- Брат Ратов, Михаил Арсентьевич
- Сын Ратов Михаил Владимирович